# Köksö

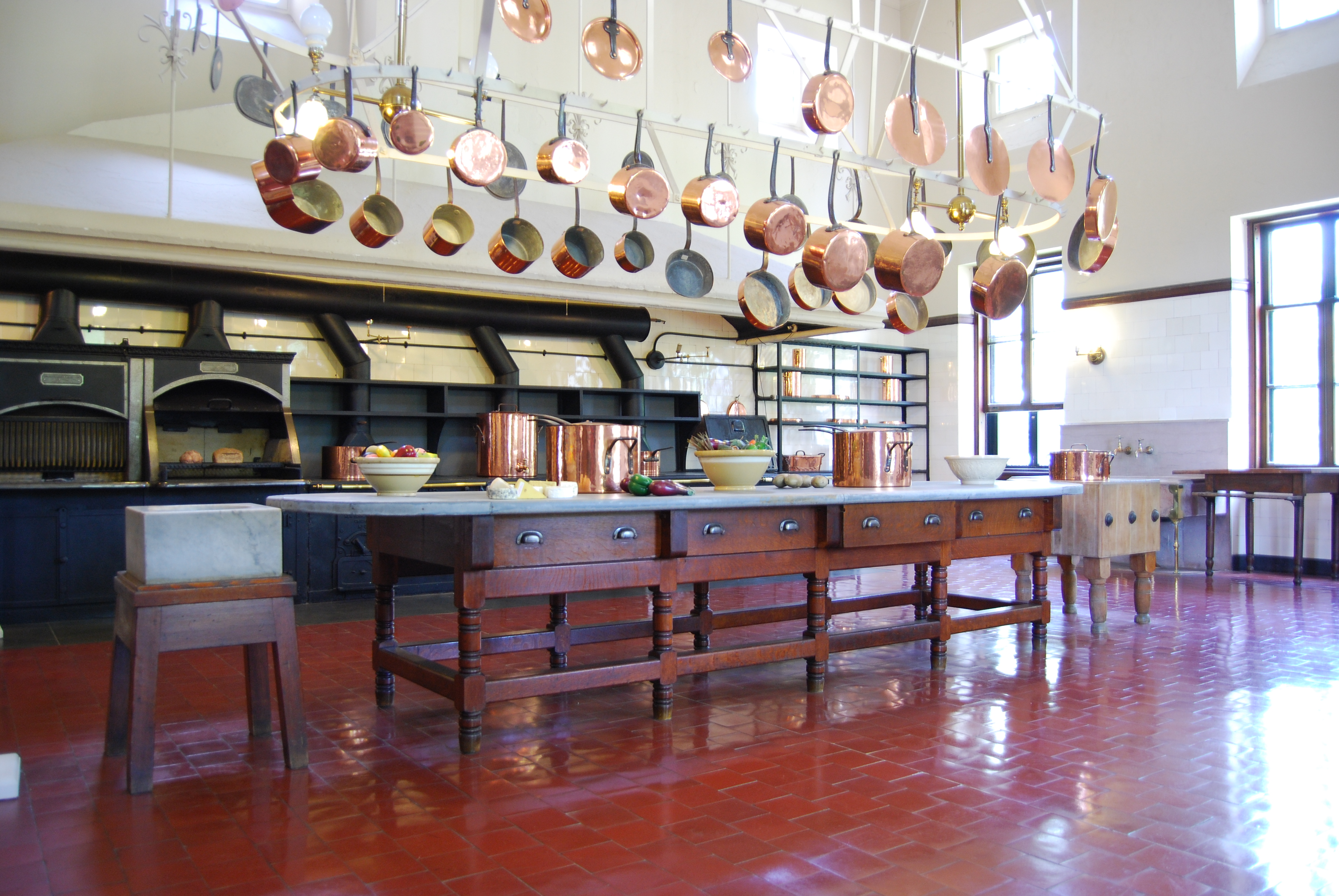
Ett stort kök med köksö

En köksö är en i köket fristående arbetsyta. Den är ofta fast monterad. Köksön är ofta utrustad med spis, diskho, arbetsyta och underskåp. Fördelen med en köksö är att den erbjuder åtkomst från alla håll, vilket förenklar köksarbetet och samtidigt ger bättre möjlighet än en köksbänk vid väggen till social samvaro om man är fler som hjälps åt vid matlagningen. En nackdel kan vara att den kräver mycket fritt utrymme.
En köksö kan också förses med hjul för att på så sätt ge möjlighet till alternativa placeringar i köket. I detta fall är köksön sällan utrustad med spis och vask utan får istället betraktas som en extra arbetsyta, eventuellt försedd med förvaringsutrymmen.
En köksö kan också kombineras med en bardisk.
Ordet "köksö" är belagt i svenskan sedan 1987.